# ناحية خربة غزالة
ناحية خربة غزالة إحدى نواحي سوريا تتبع إداريّاً لمحافظة درعا منطقة درعا ومركزها بلدة خربة غزالة، بلغ تعداد سكان الناحية 44,266 نسمة حسب التعداد السكاني لعام 2004.

## بلدات وقرى ناحية خربة غزالة
علما، الغارية الشرقية، خربة غزالة، الغارية الغربية.